# غيوم سيزيرون
غيوم سيزيرون (مواليد 12 نوفمبر 1994) هو راقص على الجليد فرنسي، فاز بالميدالية الذهبية في أولمبياد 2022 رفقة شريكته كابرييلا باباداكيس.

## وصلات خارجية
- غيوم سيزيرون على موقع الاتحاد الدولي للتزلج (الإنجليزية)
- غيوم سيزيرون على موقع اللجنة الأولمبية الدولية (الإنجليزية)
- غيوم سيزيرون على موقع أوليمبيديا (الإنجليزية)
- غيوم سيزيرون على موقع اللجنة الأولمبية الفرنسية (مؤرشف) (الفرنسية)